# Matěj Hlaváček
Matěj Hlaváček (25. listopadu 1852 Košíře – 6. října 1897 Praha) byl český podnikatel, mecenáš a starosta Košíř. Pocházel z rodiny rolníka a majitele mlékárenského obchodu. Vyučil se řezníkem a vojenskou službu, v níž dosáhl až do hodnosti šikovatele, absolvoval jako hudebník. V roce 1878 se oženil a věnem získal pozemky s cihelnou. V témže roce byl zvolen do košířského obecního zastupitelstva. U usedlosti Kotlářka zakoupil pozemky a vybudoval na nich cihelnu, dále postavil činžovní domy či hostinec. Roku 1887 se stal starostou Košíř a tuto funkci zastával až do své smrti. Během vedení obce pečoval o její blaho, když v ní zřídil vodovod, realizoval elektrické osvětlení i kanalizaci a nechal vydláždit zdejší ulice. V roce 1895 navíc panovník František Josef I. povýšil Košíře na město.
V roce 1895 Hlaváček od šlechtického rodu Clam-Gallasů odkoupil košířskou usedlost Klamovka a nechal ji velkolepě přestavět na výletní hostinec, jenž se stal cílem výletníků z Prahy. Pro jejich pohodlí provozoval omnibusovou linku jedoucí sem od pražské křižovatky Anděl, kam již jezdila pražská koňka.
Tou dobou již Hlaváček plánoval realizaci tramvajové tratě, která měla jednak zvýšit prestiž Košíř, dále zvednout ceny zdejších nemovitostí a posléze také místo omnibusů dopravovat zákazníky do jeho restaurace na Klamovce. Protože město Praha se stavbou tratě do Košíř nepočítalo, rozhodl se pro stavbu tramvaje vlastní. Vzhledem k tomu, že se mu nepodařilo zajistit financování výstavby, zaplatil nakonec tramvaj ze svého. Vlivem administrativních a technických obtíží ale nakonec tramvajovou trať nepostavil celou, jak původně plánoval, ale v její kratší délce. Provoz na ní byl zahájen 13. června 1897.
Po necelých čtyřech měsících od zahájení provozu se Hlaváček vydal do Prahy, kde se v hotelovém pokoji Paláce Platýz zastřelil. Důvodem se zřejmě stalo celkové vyčerpání jeho organismu z úkolů a povinností, jež si na sebe naložil. Jeho tělo bylo posléze po pohřbu uloženo do rodinné hrobky na Košířském hřbitově. V roce 1900 byla po Hlaváčkovi pojmenována jedna z košířských ulic a roku 2017 nazval pražský Dopravní podnik jednu ze svých tramvají jeho jménem.

## Život

### Mládí a počátky veřejné činnosti
Narodil se v Košířích, tehdy obci na předměstí Prahy, do rodiny rolníka Štěpána a jeho druhé manželky Marie, rozené Sojkové, ovdovělé Kejhové. Matěj měl šest sourozenců pocházejících z otcových dvou manželství. Jeho otec Štěpán hospodařil na usedlosti, kterou sňatkem vyženil, a vedle toho vlastnil i mlékárenský obchod. V mládí se Matěj Hlaváček vyučil řezníkem a poté začal studovat na Pavlisově vojenské hudební škole. V armádě dosáhl hodnosti šikovatele, to jest nejvyšší poddůstojnické šarže, a během služby byl zařazen jako hudebník. Po návratu z vojenské služby pomáhal na otcově usedlosti a hrával v někdejší Soukupově kapele.
Dne 26. února 1878 si vzal za manželku Marii Barboru Šmídovou (26. června 1855 – 22. července 1904), jejíž otec v Košířích vlastnil usedlost čp. 9. Z manželství vzešly čtyři děti, postupně syn František (22. prosince 1878 – 24. srpna 1940), dcera Zdenka (11. února 1880 – 30. června 1889), syn Oldřich (1884–1955) a dcera Milada (narozena 1884). Součástí věna, které Hlaváček sňatkem získal, byly pozemky s cihelnou. V té době probíhal v Praze intenzivní stavební rozvoj a díky němu se Hlaváčkově podniku dařilo. Ve stejný rok se ve volbách stal také členem obecního košířského zastupitelstva. Činný byl i v místním Sokole, jehož se stal starostou a delegátem do Středočeské župy.
Za částku 40 000 zlatých koupil pozemky u usedlosti Kotlářka, na nichž vybudoval kruhovou cihelnu. Při jejím řízení spolupracoval se smíchovským inženýrem Theodorem Bečkou. Následující rok (1879) nechal Hlaváček přebudovat svůj rodný dům, dále postavil činžovní domy a v oblasti Podhájí vybudoval velký hostinec.
Během roku 1887 byl zvolen starostou Košíř. Za svého působení se snažil o zvelebení obce. Zřídil v ní vodovod, realizoval elektrické osvětlení i kanalizaci a nechal vydláždit košířské ulice. Obec se v té době – i díky blízkosti průmyslového Smíchova – dále rozrůstala, stavěly se činžovní domy a stoupal i počet zdejších obyvatel. Dne 18. února 1895 císař František Josef I. rozhodl o povýšení Košíř na město, jež následně c. & k. místodržitelství dalo svou vyhláškou z 10. března téhož roku veřejnosti na vědomí.

### Klamovka

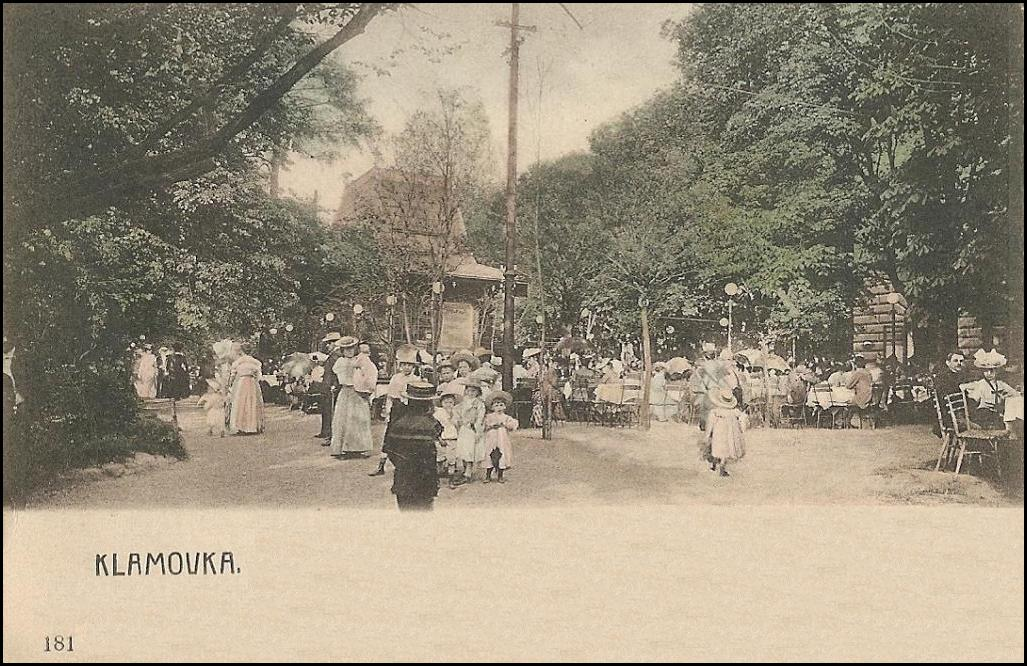
Pohlednice zachycující zábavu na Klamovce

Od roku 1757 vlastnil svažité pozemky mezi silnicí na Plzeň a spojnicí Košíř se Strahovem šlechtický rod Clam-Gallasů. Ti zde zřídili anglický park a na jeho okraji nechali vybudovat patrový zámeček, který po svých majitelích získal název Klamovka. Celý pozemek od šlechticů roku 1895 Hlaváček odkoupil a na jeho části postavil novou cihelnu. Zbývající partie zvelebil a přebudoval nákladem převyšujícím 100 000 zlatých na výletní restauraci s tanečním sálem, které zřídil v někdejším clamgallasovském zámečku, a dále upravil park v okolí budovy. Jeho součástí byla též výstavba zahradního pavilonu či verandy osvětlené elektrickým proudem, jenž dodávala Hlaváčkova elektrárna. Slavnostní otevření nového podniku se uskutečnilo 3. května 1896. Park otevřel veřejnosti a lokalita se tak stala cílem výletů Pražanů. Lákala je sem jednak nabídka jídel z místní kuchyně, tak též taneční zábavy v rozlehlém sále. Aby návštěvníkům Hlaváček jejich zdejší návštěvy zpříjemnil a současně i zvýšil ekonomickou prosperitu svého podniku, zavedl údajně již 15. května 1895 pravidelně ve středu, v neděli a o svátcích omnibusovou linku, která sem jezdila od Anděla a přivážela hosty do zábavního podniku. Živnostenské oprávnění pro tuto činnost získal ovšem až 9. června toho roku. Pro svou linku pořídil Hlaváček tři omnibusy, každý s kapacitou deseti osob. Již v té době ale věděl, že tento způsob dopravy je pouze provizorním řešením a soustředil se na vybudování elektrické dráhy.

### Snaha o vybudování tramvaje

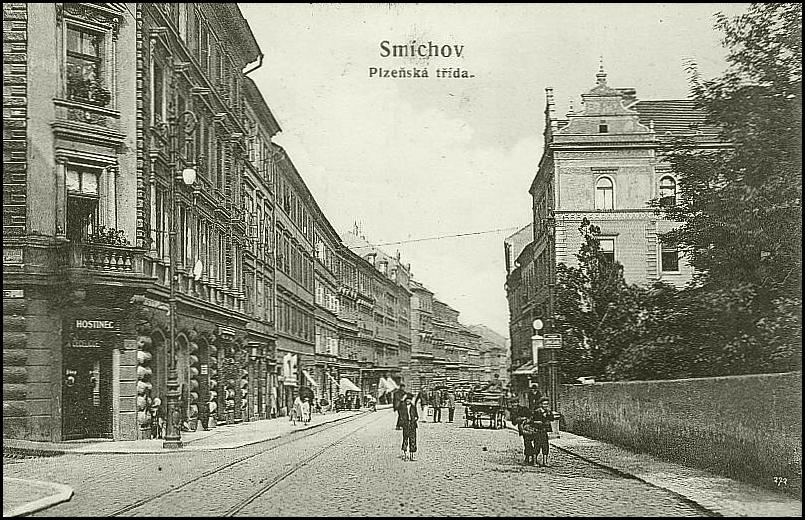
Momentka ze smíchovské Plzeňské ulice s patrnými tramvajovými kolejemi

O vybudování tramvaje uvažoval Hlaváček ještě před nákupem a přebudováním usedlosti Klamovka. Elektrická dráha totiž představovala městotvorný prvek a její existence zvyšovala ceny pozemků v jejím okolí. Dopisem z 27. ledna 1892 se proto Hlaváček dotazoval pražské městské rady, zda Generální ředitelství Pražské tramwaye plánuje realizaci tratě do Košíř. Dostal ovšem zamítavou odpověď. Přesto se nápadu nevzdal a začal plánovat realizaci vlastní tramvaje, která měla po zdejší hlavní ulici spojovat usedlost Zámečnici s Klamovkou a pak následně se Smíchovem, kde měla končit u Anděla. Představoval si, že za rok by tato tramvaj měla převézt na 900 tisíc lidí. Nejprve se pro realizaci svého plánu spojil s Josefem Schmidtem a Josefem Barthou. Jak 2. března 1892 uváděly Národní listy, založili společníci konsorcium, které mělo ze Smíchova do Košíř vybudovat koňku. Zřejmě kvůli vzájemným neshodám ale od tohoto plánu upustili. Hlaváček následně oslovil Josefa Linharta, košířského podnikatele ve stavebnictví, a společně 30. prosince 1892 zažádali na vídeňském ministerstvu obchodu o svolení s prováděním předběžných technických prací. Dne 23. března 1893 toto povolení získali s tím, že mohou stavět buď koňskou, nebo elektrickou dráhu. Podnikatelé se rozhodli být moderní a zvolili elektrickou tramvaj.
Ke spolupráci na trati se obrátili na Technickou kancelář Reiter a Štěpán. Ta zpracovala projekt celé tratě, který 26. června 1893 předložili ke schválení ministerstvu obchodu. Politická pochůzka po trati se uskutečnila ve dnech 5. a 6. prosince 1893 a budování tratě schválila. Stavební povolení ovšem podnikatelé Hlaváček s Linhartem získali až 3. června 1894. Oba dva plánovali pro pokrytí finančních nákladů založit akciovou společnost, jež se měla jmenovat „Malodrážní a stavební průmyslová společnost pro Království české“. Při podrobnějším prověřování této myšlenky se ovšem ukázalo, že získávání finančních prostředků formou akciové společnosti je poměrně zdlouhavé, neboť o její akcie nebyl příliš velký zájem. Na to nechtěli Hlaváček s Linhartem čekat, protože bez odpovídajícího finančního zajištění nemohli získat potřebnou stavební koncesi nutnou k zahájení budování tratě. Vedle toho se k financování stavby nechtělo zavázat ani košířské obecní zastupitelstvo. Hlaváček se nakonec rozhodl celou trať financovat sám. Její náklady byly stanoveny na 180 tisíc zlatých.

### Budování elektrické tramvaje

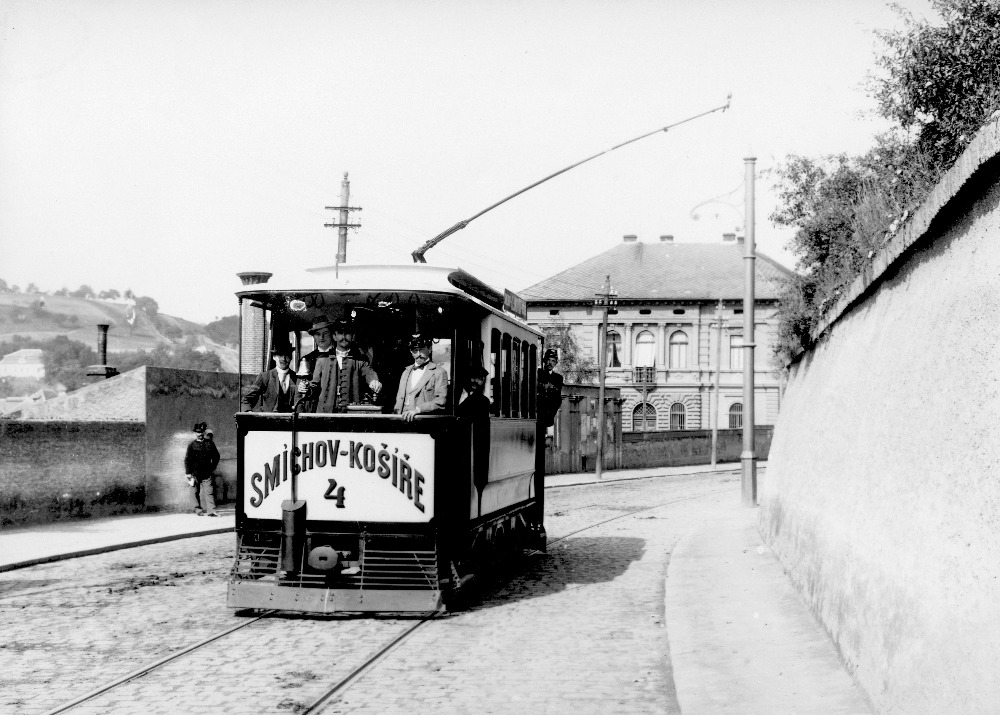
Vůz Hlaváčkovy tramvaje v Plzeňské ulici

Koncesi k výstavbě a následnému provozu se nakonec povedlo 14. září 1896 získat. Obsahovala ovšem podmínku, že trať musí stavitelé dokončit a uvést do provozu nejpozději za půl roku od jejího vydání. Hlaváček v tu dobu ovšem ještě neměl dostupné finanční prostředky, a proto se zahájením vyčkával, ač mu již lhůta běžela. Na konci roku 1896 nechal u Ringhofferovy vagónky alespoň vyrábět vozy. Stavební práce na trati zadal investor na počátku roku 1897 německé elektrotechnické společnosti Felix Singer a spol. z Berlína a elektrické vybavení dodal Suchánkův elektrotechnický závod z Prahy, jenž v Rakousku-Uhersku zastupoval americkou společnost Walker.
Teprve 12. března 1897, tedy dva dny před vypršením původního šestiměsíčního limitu daného úřady, žádal Hlaváček ministerstvo o schválení plánů technických zařízení dráhy, včetně plánů u Ringhoffera již objednaných vozů. Požádal také o odložení termínu dokončení. Rozhodl se navíc, že se pokusí dohodnout se s úřady na zkrácení tramvajové tratě, která tak konečnou neměla mít až na Zámečnici, ale pouze na Klamovce u výletní restaurace. Protože však v místech původní konečné měla podle plánů vyrůst elektrárna zásobující energií celou tramvajovou trať a spolu s ní i vozovna, musel získat souhlas úředníků s vybudováním provizorní vozovny na Klamovce. K dodávce elektrické energie měla sloužit mírně upravená stanice zbudovaná v již existující Hlaváčkově cihelně na Klamovce.
S vlastní stavbou tratě se začalo 23. března 1897 a asi 28. dubna začaly na trati zkušební jízdy. Ministerstvo železnic, do jehož gesce výstavba dráhy patřila, svolilo 18. května zprovoznění alespoň části trati z Anděla na Klamovku. Musela tomu ovšem předcházet předepsaná technicko-policejní zkouška. Její komise se na místě sešla 22. května 1897, ale při své kontrole vytkla investorovi nedostatky, které bránily zahájení provozu. Hlaváčka upozorňovala na absenci záložního zdroje v elektrárně, dále na chybějící předepsané telefonní spojení podél tratě a za nesolidně provedené prohlásila i vrchní upevnění trakčního vedení.
Se všemi výtkami se ovšem dokázal Hlaváček vypořádat a již po dvou dnech od předchozí neúspěšné zkoušky žádal o novou. Tu úředníci svolali na 5. června, jenže když se přiblížila, porouchal se dynamoelektrický stroj, a Hlaváček tak musel žádat o její přesun. Nový termín byl stanoven na 12. června od 15 hodin a komise, i přes výtky, jež shledala, se zahájením provozu souhlasila. K nalezeným nedostatkům patřil zákaz provozu vlečných vozů, protože dle názoru komise motorové vozy vybavené pouze jedním motorem by v případě plného obsazení vlečných vozů mohly mít při jízdě do stoupání, tedy ve směru do Košíř, problém s uvezením celého vlaku.

### Provoz tramvají
Dne 13. června 1897 zahájil v 6 hodin ráno Hlaváčkův podnik „Elektrická dráha Smíchov – Košíře“ provoz na tramvajové trati, čímž se Košíře staly jedním z prvních měst v Čechách, kde jezdily tramvaje. Hlaváčkova dráha byla jednokolejná o délce 1,8 kilometru. Po její trase se nacházely tři výhybny (ve stanicích „Mozartova ulice“, „U zvonu“ a „Obecní úřad“) a konečné stanice měly takzvané vidlicové uspořádání. Na trati existovalo celkem sedm stanic, a sice – ve směru ze Smíchova – postupně „U zlatého anděla“, pak „Mozartova ulice“, následně „Čečelička“, poté „U Zvonu“, dále „Pivovarská ulice“, „Mlynářka“ a konečná „Klamovka“. V provozu byla tramvaj od 6 do 22 hodin a jízdné činilo od tří do pěti korun podle počtu projetých stanic. V pracovní dny v obdobích od 6 do 7 hodin, dále od 12 do 13 a mezi 18. a 19. hodinou platilo na dráze zlevněné dělnické jízdné ve výši 3 koruny na celou trať.
Vozy pro Hlaváčkovu tramvaj vyrobily v roce 1897 Ringhofferovy závody na Smíchově. Pět kusů, evidenčních čísel 1 až 5, bylo motorových a další pětice s evidenčními čísly od 6 do 10 tvořily vozy vlečné, které ovšem po trati kvůli úřednímu zákazu nejezdily. Zbarvení vozů odpovídalo českým národním barvám, tedy červené a bílé, a personál pracující kolem tramvajové tratě měl uniformu v podobě staročeské čamary, což je pánský slavnostní kabát vyznačující se stojatým límcem a knoflíky, které se zapínají na šňůrky. Jeho nošení zdůrazňovalo vlastenecké cítění majitele.

### Závěr života

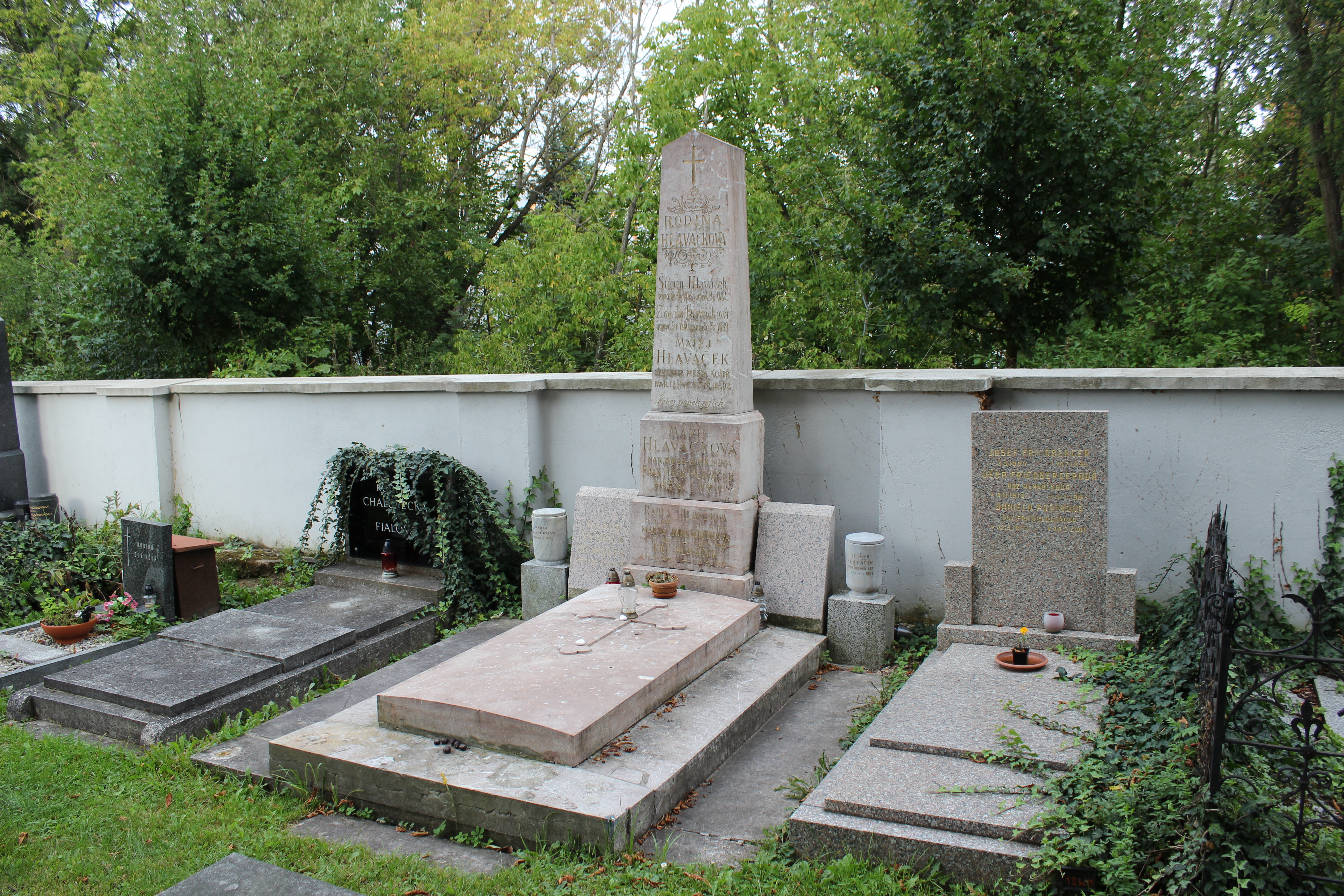
Hlaváčkův hrob na pražském Košířském hřbitově

Hlaváček se výstavbou tramvajové tratě i dalšími svými košířskými projekty zadlužil, takže mu již nezbývaly prostředky na dokončení tratě podle původních plánů, tedy její dovedení z Klamovky na Zámečnici, na čemž i nadále trvali ministerští úředníci. Starosta napsal 13. července 1897 dopis adresovaný na ministerstvo železnic, v němž žádal odklad dokončení. Argumentoval tím, že se připravuje rekonstrukce ulice, po níž by tramvaj měla jezdit. Jenže ministerští úředníci shledali, že se žádná taková úprava neplánuje a tudíž že z jejich pohledu nic nebrání tomu, aby trvali na dokončení tratě podle původních představ, tedy až na Zámečnici. To se již ovšem Hlaváček nedozvěděl. Podle policejní zprávy se 6. října 1897 vydal ze svého domu do Prahy. Cestu na Smíchov, k Andělu, si zkrátil jízdou jím vybudovanou tramvají, pak přesedl na koňku, která ho dovezla na stanici „U Myslíků“. Odtud vyrazil pěšky Spálenou ulicí, v níž pozdravil několik svých známých, a poté na Ferdinandově třídě navštívil obchod se zbraněmi, ve kterém zakoupil nový revolver nabitý šesti ostrými náboji. Před desátou hodinou poté vstoupil do hotelu Platýz, jenž měl v té době pověst hodinového hotelu, kde si pronajal pokoj. V něm se zamkl, asi půl hodiny přemítal a pak přiložil hlaveň nově zakoupené zbraně k hlavě, v místech pravého spánku, a stiskl spoušť. Následné vyšetřování vedl s ohledem na společenský význam zemřelého vedoucí pražských detektivů, jímž byl dvorní rada Václav Olič, který nechal nebožtíkovo tělo dopravit do patologického ústavu německé univerzity. Důvodem k sebevraždě mohly být finanční obtíže, nicméně Jan Bohata na serveru iDNES.cz uvádí, že hodnota Hlaváčkových nemovitostí dosahovala v součtu téměř dvojnásobné ceny vůči pohledávkám, které na něho byly kladeny. Národní listy zmiňovaly, že příčinou mohlo být starostovo celkové vyčerpání z povinností, jež na sebe pro blaho své obce uvalil, a vysílení z řízení všech svých podniků. Hlaváčkova pohřbu, který se konal 8. října od 15 hodin v místním kostele Nejsvětější Trojice, se podle odhadů zúčastnilo asi deset tisíc lidí. Ostatky zemřelého pak byly uloženy do rodinného hrobu na košířském hřbitově. Zádušní mše se uskutečnila v tomtéž kostele 9. října od 9 hodin.

## Osudy Hlaváčkových projektů po jeho smrti
Pozůstalé, tedy vdovu Barboru Hlaváčkovou a nezletilé děti Františka, Oldřicha a Miladu, zastupoval v následném dědickém řízení s věřiteli advokát Ferdinand Tonder. Podle údajů, které sdělil Národním listům, bylo jmění aktivní. Po setkání věřitelů a vyčíslení pohledávek činilo jmění 780 tisíc zlatých oproti pasivu ve výši 530 tisíc zlatých. Hlaváček po sobě nezanechal žádnou závěť, a tak jeho majetky zdědily vdova a tři jejich nezletilé děti. Výletní restauraci na Klamovce provozoval Hlaváčkův syn a návštěvníky sem táhla především vhodně volená hudba, hladký taneční parket a klid v přilehlém parku. Kolem roku 1900 byl provozním restaurace František Krátký. Na léto roku 1905 si objekt k promítání svým filmů pronajal Dismas Šlambor, známější jako Viktor Ponrepo. Po první světové válce byly v části někdejších Hlaváčkových pozemků na Klamovce v letech 1924 až 1926 vybudovány rodinné domky. Samotná restaurace nakonec zanikla a celý objekt zakoupili roku 1932 Sokolové, kteří jej přestavěli na svoji tělocvičnu.
Tramvaj po Hlaváčkově smrti nabídli 23. listopadu 1897 její dědicové prostřednictvím Ferdinanda Tondera k odkoupení společnosti Elektrické podniky královského hlavního města Prahy. Nabídka tehdy zněla na celý košířský dopravní podnik spolu s elektrárnou i veřejným osvětlením. Požadovali za to 225 tisíc zlatých. Oslovený kupec ovšem neměl o transakci zájem. Jednak proto, že se svými prostředky především soustředil na získání pražské koňky, jež měla svými tratěmi v Praze obsazené nejdůležitější trasy, a jednak proto, že Elektrické podniky neměly zájem o Hlaváčku elektrárnu ani o veřejné osvětlení, stály případně pouze o jeho dopravní podnik. S ohledem na to předložili dědicové novou nabídku, v níž vyčíslili samotnou dráhu na 162 500 zlatých. Elektrické dráhy ve svém posudku však Hlaváčkův dopravní podnik ocenily částkou nižší, a sice 126 tisíc. Během toho však nezávisle na těchto jednáních jezdily i nadále mezi Smíchovem a Košířemi tramvaje, přičemž v letech 1898 a 1899 každým rokem přepravily téměř milion cestujících. Postupně se však jejich provozovatelům nedostávalo finančních prostředků, a tak v dubnu 1899 zvažovali prodat alespoň čtyři vozy košířské dráhy, za něž požadovali 15 200 zlatých. Ani tato obchodní transakce se neuskutečnila, a dědicové tak plánovali vypsání veřejného konkurzu. Protože existovala šance, že by v něm uspěla společnost Felix Singer & Co., jež trať stavěla, a přítomnost dalšího provozovatele tramvajové dopravy nebyla pro pražské zastupitele žádoucí, neboť se sami snažili o ovládnutí všech tramvajových tratí na území pražské aglomerace, dohodli se nakonec v létě 1900 Elektrické podniky s Hlaváčkovými dědici na odkupu za částku 150 tisíc zlatých. Za ni získaly nejenom trať, vozidla a provizorní vozovnu, ale také pozemek v oblasti takzvané Malé Klamovky, kde měla vyrůst nová vozovna. Dokument o převzetí dráhy podepsali zainteresovaní 21. července 1900, čímž přestal Hlaváčkův dopravní podnik existovat. Převedení koncese na Prahu pak ještě administrativně zařídilo ministerstvo železnic vyhláškou z 2. listopadu 1900, v níž současně nového majitele zbavilo podmínky dokončit trať v původním rozsahu, tedy až na Zámečnici. Tam nakonec tramvaj začala jezdit až v roce 1924. Za tři roky soukromého provozu (1897–1900) přepravila tramvajová linka mezi Smíchovem a Košířemi celkem 2,8 milionu osob a zaměstnávala 27 lidí.

## Památka

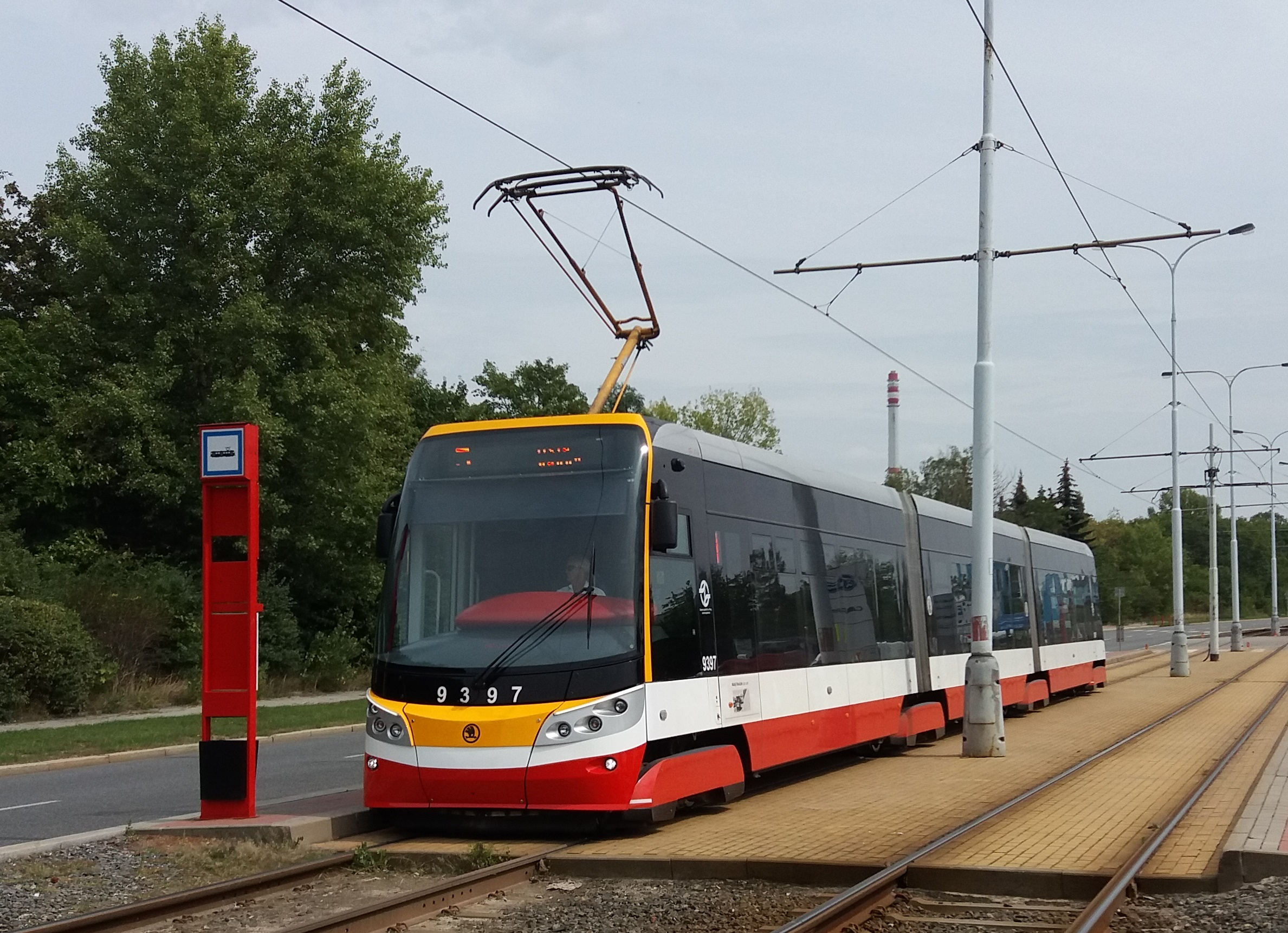
Tramvaj pokřtěná Hlaváčkovým jménem

Když se v roce 1900 hledal název pro nově vzniklou komunikaci mezi pražskými ulicemi Vrchlického a Plzeňskou, bylo zvoleno Hlaváčkovo jméno a komunikace se tak od té doby jmenuje „Hlaváčkova“. Dne 13. června 2017 představil Dopravní podnik hlavního města Prahy ve smyčce Kotlářka tramvaj typu 15T evidenční číslo 9397 pojmenovanou „Matěj Hlaváček“. Její křest se uskutečnil v den 120. výročí zahájení provozu na Hlaváčkově trati. Poslední dvojčíslí evidenčního čísla vozu navíc odkazuje k roku zprovoznění této tramvajové tratě (1897).